# Пареха (Грузия)
Пареха (груз. ფარეხა) — село в Грузии, на территории Адигенского муниципалитета края (мхаре) Самцхе-Джавахети.

## География
Село находится в южной части Грузии, на левом берегу реки Поцхови, на расстоянии приблизительно 12 километров (по прямой) к востоку от посёлка городского типа Адигени, административного центра муниципалитета.

## Население
По результатам официальной переписи населения 2014 года, в Парехе проживало 17 человек (10 мужчин и 7 женщин). В национальной структуре населения грузины составляли 88,2 %, армяне — 11,8 %.
| Год  | Население, человек |
| ---- | ------------------ |
| 2002 | 16                 |
| 2014 | ↗ 17               |